# Tolvmansgölen
Tolvmansgölen är en sjö i Vetlanda kommun i Småland och ingår i Emåns huvudavrinningsområde. Sjön är 2,2 meter djup, har en yta på 0,02 kvadratkilometer och befinner sig 250 meter över havet.